# میلزیمو
میلزیمو (به ایتالیایی: Millesimo) یک کومونه در ایتالیا است که در استان ساونا واقع شده‌است.

## خصوصیات
میلزیمو ۱۵٫۹ کیلومترمربع مساحت و ۳٬۴۴۶ نفر جمعیت دارد و ۴۵۱ متر بالاتر از سطح دریا واقع شده‌است.